# Consulado de mercaderes
Un consulado de mercaderes era una organización que gestionaba los asuntos jurídicos civiles entre los comerciantes de una ciudad. Contaban con un tribunal del orden civil. Fueron frecuentes en Europa y América en el Renacimiento y la Edad Moderna.